# F. van den Bosch
F. (Frits) van den Bosch (Utrecht, 23 december 1922 – Amsterdam, 19 mei 2001) was een Nederlandse schrijver van korte verhalen.
F. van den Bosch wordt in sommige internetbronnen soms onterecht als Frederik van den Bosch aangeduid. De schrijver werd onder intimi Frits genoemd, maar hij publiceerde zijn boeken consequent onder de naam F. van den Bosch. Hij werd geboren in Utrecht en trok op jeugdige leeftijd met zijn ouders naar Nederlands-Indië, waar hij in diverse steden opgroeide. Na de onafhankelijkheid van Indonesië repatrieerde hij, verindischt, naar zijn vaderland.
Hij debuteerde pas laat als verhalenschrijver met de bundel Het regenhuis (1978). Hij verdiende de kost met een baan als bibliothecaris en vertaalde onder meer de roman Het boek van de wevervogel (Burung-burung manyar, 1983) van de Indonesische schrijver Y.B. Mangunwijaya (Amsterdam: 1987). Zijn vierde en laatste verhalenbundel verscheen postuum in 2001, kort na zijn overlijden.